# جنگ صلیبی عوام‌الناس
جنگ صلیبی عوام‌الناس یکی از جنگ‌های عوام در طی نخستین جنگ صلیبی بود که به مدت ۶ ماه در سال ۱۰۹۶ م به درازا کشید. این جنگ که به جنگ صلیبی رعیت‌ها یا جنگ صلیبی فقرا و جنگ صلیبی عوام نیز مشهور است توسط پیتر زاهد و با تهییج مردم عامه، رعیت‌ها و کشاورزان آغاز شد که سرانجام قلج ارسلان یکم، سلطان سلجوقیان روم آن‌ها را در آناتولی شکست داد.
با دستور پاپ، موعظهٔ مردم توسط راهبان و کشیشان برای شرکت در جنگ و آزادسازی سرزمین مقدس آغاز شد و بر اثر تبلیغات آنان، مردم عادی از جمله کشاورزان و بردگان به دعوت پاپ پیوستند و خود را آمادهٔ حرکت به سمت شرق کردند. رهبری این گروه از مردمِ عادی برعهدهٔ پیتر زاهد و والتر بود. ۱۵هزار تن بدون کوچک‌ترین ابزار و تدارک جنگی و آگاهی از نظام سپاهی‌گری، مارس تا اکتبر ۱۰۹۶ م همراه پیتر از غرب اروپا به سوی سرزمین‌های مقدّس در شرق به راه افتادند و کسانی هم بین راه با آن‌ها همراه شدند و سرانجام به ایالت کلن رسیدند. آنان پس از مدت کمی اقامت در کلن و گردآوری پیروان بیشتری، حرکت خود را به سمت شرق و به مقصد قسطنطنیه ادامه دادند و بر سر راه خود شهرهایی همچون بلگراد و سلمین را غارت کرده تا اینکه در اوت ۱۰۹۶ م به حومهٔ قسطنطنیه رسیدند. امپراتور بیزانس، آلکسیوس یکم، با مشاهدهٔ عدم آمادگی و قدرت نظامی صلیبیون پیشنهاد داد تا زمان رسیدن ارتش شاهزادگان و تیول‌داران منتظر بمانند اما درخواست از جانب صلیبیون رد شد و با عبور از تنگه بسفر وارد خاک آسیای صغیر شدند.
تا نیمهٔ سپتامبر صلیبیون فرانسوی با پیش‌رفتن تا دروازه‌های نیقیه، پایتخت قلج ارسلان سلجوقی، به‌غارت روستاها و آبادی‌های اطراف و کشتار ساکنان آن‌ها که مسیحی بودند دست زدند. به فاصلهٔ اندکی، شش هزار تن از ژرمن‌ها و ایتالیایی‌ها نیز به فرماندهی رینالد لومباردی دژ مستحکم زریگوردون را که جزو قلمرو سلجوقیان بود، تصرف کردند و آن را قرارگاه خود ساختند. در پی این تجاوز آشکار، قلچ ارسلان با سپاهی مجهز، به مقابله برخاست و قلعه را پس از هشت روز محاصره، بازپس‌گرفت و ژرمن‌ها را قلع و قمع کرد و رینالد و شمار زیادی را به اسارت گرفت. پیتر زاهد، به قسطنطنیه رفت تا از امپراتور کمک گیرد اما هرگز بازنگشت. ترکان سپس تله‌هایی در کنار رود و روستای دراکون برای سپاهیان والتر و سایر لشکریان عوام قرار دادند و بیشتر آنان از جمله والتر در ۲۱ اکتبر ۱۰۹۶ م کشته شدند. بازماندگان این گروه با کمک کشتی‌های بیزانسی به قسطنطنیه بازگشتند و در حومهٔ شهر اسکان یافتند. بدین‌ترتیب، حملهٔ عوام با تلفات انسانی بسیار، به شکست انجامید.

## پیش‌زمینه
دلایل وقوع جنگ‌های صلیبی و به‌طور ویژه نخستین جنگ صلیبی به صورت گسترده‌ای میان مورخان مورد گفتگو قرار گرفته‌است. در حالی که ممکن است در مورد کم و کیف وقوع این جنگ‌ها بین مورخان اختلاف باشد اما آنچه روشن است این است که وقوع نخستین جنگ صلیبی ناشی از ترکیبی از عوامل مؤثر در اروپا و خاورمیانه است که منشأ آن وضعیت سیاسی دنیای مسیحیِ کاتولیک از جمله وضعیت سیاسی و اجتماعی در اروپای سدهٔ یازدهم میلادی، پیدایش جنبش اصلاحی در نهاد پاپ و کلیسا، و نیز رودررویی نظامی و مذهبی مسیحیت و اسلام در شرق تحت تأثیرِ بسیار زیادِ شکست بیزانس در نبرد ملازگرد است.
مسیحیت در دورهٔ ژوستینین در سراسر امپراتوری روم پذیرفته شد و رسمیت یافت، اما در سدهٔ هفتم تا هشتم میلادی با ظهور و قدرت‌یابی خلافت راشدین و خلافت اموی که منجر به فتح سوریه، مصر و شمال آفریقا — که قسمت بزرگی از امپراتوری مسیحی بیزانس بود — و همچنین تسخیر اسپانیا — که تحت فرمانروایی پادشاهی ویزیگوت بود — زمینه‌های برخورد اولیه با حکومت‌های مسیحی فراهم آمد. اما با ضعف دولت اسلامی، سرانجام امپراتوری اموی در شمال آفریقا فروریخت و تعدادی پادشاهی کوچکِ مسلمان پدیدار شدند، مانند حکومت اغلبیان که در سدهٔ نهم میلادی به تحرکات خود علیه دُوَلِ اروپایی–مسیحی ادامه دادند. دول پیزا، جنوا و شاهزاده‌نشین کاتالونیا در جواب تهاجمات نیروهای مسلمان، نبردهایی را برای کنترل حوضهٔ مدیترانه علیه این پادشاهی‌های مسلمان آغاز کردند که برای نمونه می‌توان از لشکرکشی به مهدیه و نبرد در مایورکا و ساردینیا نام برد.
ترکان سلجوقی پس از شکست دادن بیزانس در نبرد ملازگرد در ۱۰۷۱ م بخش اعظمی از آناتولی را تسخیر کردند که این مناطق توسط فرماندهان کنترل می‌شد. این شکست سبب سقوط جایگاه قدرتمند بیزانس در شرق اروپا شد. در میانهٔ دههٔ ۱۰۹۰ م، امپراتوری بیزانس به‌طور گسترده‌ای به بالکان در اروپا و شمال غربی آناتولی محدود شده‌بود؛ و رویارویی با دشمنان نورمن در غرب و ترکان در شرق اهمیت داشت. در پاسخ به شکست در ملازگرد و شکست‌های بعدی بیزانسی‌ها در آناتولی در ۱۰۷۴ م، پاپ گریگوری هفتم طی فراخوانی، شوالیه‌ها و سربازان مسیحی را برای کمک و یاری به بیزانس، فراخواند که این درخواست نادیده گرفته شد و حتی توسط فئودال‌ها رد شد. علت این‌کار این بود که با اینکه شکست در ملازگرد هولناک بود ولی اهمیت زیادی نداشت و مشکلات بزرگی، حداقل در کوتاه مدت برای امپراتوری بیزانس به وجود نمی‌آورد.
سلجوقیان پس از جنگ ملازگرد و در سال ۱۰۷۱ م به اوج قدرت خود رسیدند و امپراتوری بیزانس نیز تا هنگامی که صلیبی‌ها برسند به نبرد با سلجوقی‌ها و دیگر امارت‌های ترک برای کنترل آناتولی و سوریه ادامه داد. اما درست پس از مرگ آلب‌ارسلان و ملکشاه در سال ۱۰۹۲ م اوضاع در میان ترکان سلجوقی که مسلمانانی سنی‌مذهب و متعصب بودند، رو به آشفتگی نهاد و ترکان سلجوقی را درگیر جنگی داخلی گرداند، که منجر به تقسیم حکومت و امپراتوری بزرگ سلجوقی شد.

## شورای کلرمونت
امپراتور بیزانس، اَلکسیوس یکم — که نگران پیشروی سلجوقیان به سمت غرب تا نیقیه در پی شکست در نبرد ملازگرد بود — در مارس ۱۰۹۵ م فرستادگانی را به شورای پیاچِنزا فرستاد، تا علیه ترکان از پاپ درخواست یاری نماید. پاپ اوربان دوم به این درخواست پاسخ مثبت داد؛ شاید امید داشت انشقاقی را که چهل سال بین کلیسای شرق و غرب به وجود آمده بود، از بین ببرد و بار دیگر وحدت دینی را در سراسر اروپا برقرار کند. اَلکسیوس و اوربان، پیش از این و در سال ۱۰۸۹ م تماس‌های نزدیکی با یکدیگر برقرار کرده بودند و آشکارا در مورد موضوع یکپارچگی کلیسای مسیحی به گفتگو پرداخته بودند که نشانه‌های قابل توجهی از همکاری میان قسطنطنیه و رم در سال‌های پیش از آغاز جنگ صلیبی وجود داشته‌است.
در ژوئیهٔ ۱۰۹۵ م، پاپ به زادگاه خود در فرانسه بازگشت، تا به جمع‌آوری نیرو برای اردوکشی مشغول شود. اوج سفر او در شورای کِلِرمونت در ماه نوامبر رخ داد؛ جایی که او موعظه‌ای شورانگیز را برای تعداد زیادی شنونده از طبقهٔ اشراف و روحانیون ایراد کرد. پنج نسخه از این موعظه توسط افرادی که احتمالاً در شورا حضور داشتند (بالدریک دُل، گیبرت نوژان، رابرت راهب و فلوچر شارتر)، یا کسانی که به جنگ رفته بودند (نویسندهٔ ناشناس جستا فرانکوروم) و همچنین نسخه‌هایی از رویدادنگاران بعدی (مانند ویلیام مالمزبوری و ویلیام صوری) ثبت شده‌است. همهٔ این نسخه‌ها پس از تسخیر اورشلیم به نگارش درآمده‌اند؛ بنابراین دانستن اینکه دقیقاً در شورا چه چیزی گفته شده و چه چیزی پس از نخستین نبرد صلیبی روی داده، بسیار سخت است. تنها سوابق مربوط به همان دوره، مربوط به چندین نامهٔ نوشته‌شده به‌وسیلهٔ خود پاپ اوربان در سال ۱۰۹۵ م است.
پنج نسخهٔ مختلفِ نوشته‌شده از این سخنرانی، در نگرش به جزئیات رویدادها با یکدیگر تفاوت‌هایی دارند، اما همهٔ نسخه‌ها بجز جستا فرانکوروم موافق این نکات هستند که پاپ در مورد خشونت اروپایی‌ها و لزوم حمایت از برقرار کردن صلح بین مسیحیان؛ کمک کردن به یونانی‌ها که درخواست کمک کرده بودند؛ جرایم و جنایت‌ها علیه مسیحیان در شرق؛ و دربارهٔ نوع جدیدی از جنگ، زائران مسلح، که پاداش آن در بهشت داده خواهد شد و بخشوده شدن گناهان‌شان صحبت کرده‌است. هیچ‌یک از نسخه‌ها به اورشلیم به عنوان هدف نهایی مدنظر اوربان اشاره نمی‌کنند. هرچند این نکته که پاپ ممکن است در موعظهٔ دیگری، هدف خود از این اردوکشی را فتح اورشلیم بیان کرده باشد، بین رویدادنگاران مورد اختلاف است. برطبق یکی از نسخه‌ها جمعیت مشتاق حاضر پس از سخنرانی در پاسخ به پاپ، فریاد دئوس وولت (خدا [این را] می‌خواهد) سردادند.

## برپایی جهاد

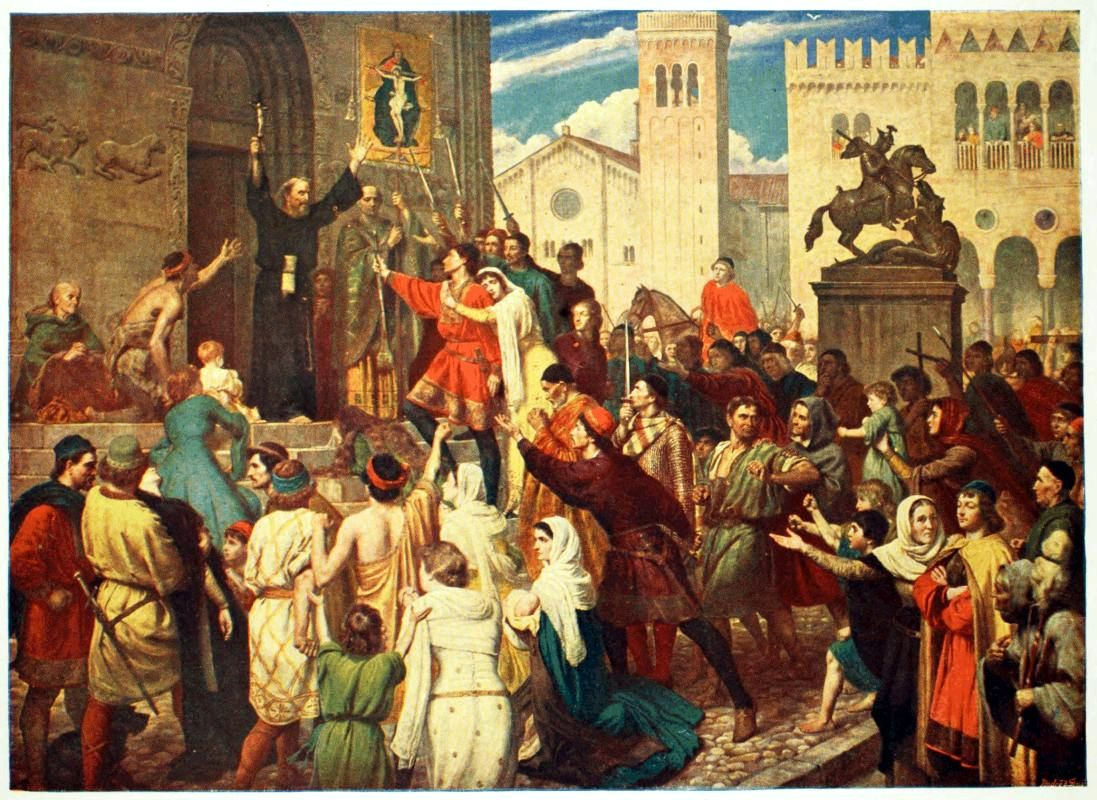
پیتر زاهد در حال موعظه مسیحیان برای شرکت در جنگ

اگرچه پاپ اوربان تاریخ ۱۵ اوت ۱۰۹۶ م مصادف با روز عروج مریم را برای عزیمت به‌سوی نخستین جنگ صلیبی قرار داده بود، اما نجیب‌زادگان بلندپایهٔ فرانسوی و سپاه شوالیه‌های آموزش‌دیدهٔ آنان نخستین گروهی نبودند که به سوی اورشلیم عازم شدند. چندین ماه پیش از روز موعود، شمار غیرمنتظره‌ای از عوام‌الناس و نجیب‌زادگان دون‌پایه، با اختیار خودشان عازم اورشلیم شدند.
تهیه تدارکات برای این سپاه بزرگ در کنار املاک شوالیه‌های مسیحی در شهرهای بیزانسی هم با شتاب زیاد در جریان بود زیرا امپراتوری بیزانس مکانی بود که هزاران سرباز صلیبی از آن عبور می‌کردند. نخستین جنگ صلیبی بزرگ‌ترین و بلند پروازانه‌ ترین عملیات نظامی ای بود که از زمان امپراتوری روم از سوی اروپای غربی آغاز می‌گشت و نیاز به هزینه‌های بسیاری برای تأمین منابع و نیروی انسانی داشت.
بسیاری از مردم از این تهیه تدارکات و برنامه‌ریزی برای این جنگ مقدس شگفت زده شدند زیرا در جهان بینی قرون وسطا، این درستکاری و ایمان بود که باعث ایجاد قدرت می‌شد. در سال ۱۰۹۵ نسبت به جنگ خوشبینی شدیدی حاکم بود و هزاران نفری که قصد عزیمت به سوی محل رستاخیز مسیح را داشتند احتمال کمی را برای شکستشان متصور بودند. از نظر بسیاری این تلاش کلیسا و اشراف برای تهیه تدارکات و مقدمات جنگ زائد و برخلاف ایمان به خداوند بود. این دیدگاه توسط پیتر زاهد که یکی از محبوب‌ترین واعظان جنگ صلیبی بود، در میان مردم پخش می‌شد.

شما در این سرزمین به دشواری می‌توانید خویشتن را سیر نگه دارید و به همین دلیل هر آنچه را که به کف می‌آورید، به مصرف می‌رسانید و بر سر آن پیاپی به جنگ و ستیز با یکدیگر برمی‌خیزید.

تاریخ جنگ‌های صلیبی، رانیسمان، ۱۵۳.
شش ماه پس از سخنرانی پاپ و به دستور وی، عده‌ای از کشیشان و راهبان در غرب اروپا شروع به تبلیغ و تهییج و تشویق مردم برای شرکت در جنگ کردند. مشهورترین آن‌ها کشیشانی دون‌پایه به نام‌های، پیتر زاهد و رابرت آربرسیلی بودند. به گمان بسیار پیتر دخالتی در شورای کلرمونت نداشته‌است و همچنین واعظی رسمی از سوی پاپ نبوده‌است و اختیاراتی نیز از سوی پاپ و در شورای کلرمونت دریافت نکرده بود، ولی دارای قدرت زیادی در سخنوری بود تا مردم را برانگیزاند و در میان پیروانش، شور و هیجان افسارگسیختهٔ مذهبی شدیدی را به‌وجود آورد. با این‌حال پیتر پیش از آغاز سال ۱۰۹۶ م به دعوت مردم برای جنگ صلیبی مبادرت ورزید. او حرکتش را از بِری آغاز کرد و پس از گذر از شهر آخِن در شنبه مقدس یعنی ۱۲ آوریل ۱۰۹۶ م به کُلن رسید و عید پاک را هم در آنجا گذراند. او پیروانی را که گردآورده بود برای تبلیغ جهاد به نقاط مختلف اعزام نمود. از نخستین پیروان او می‌توان به والتر سَن‌آویِر اشاره کرد. این واعظ ژنده پوش با الاغ خود از شهری به شهر دیگر می‌رفت و با سخنرانی‌های آتشین و احساسی خود، مردم را محصور و مجذوب خود می‌نمود. در طول مسیر او توانست با به نمایش گذاشتن معجزاتی همانند جن‌گیری، شفای بیماران و به راه راست هدایت کردن گناهکاران نظر بسیاری را به خود جلب کند. عموم مردم اعتقاد پیدا کردند که پیتر نامه‌ای را با خود به همراه دارد که از بهشت فرستاده شده و در آن خداوند همه مسیحیان را تشویق می‌کند تا به سرعت علیه ترک‌ها حرکت کرده تا بتواند از آنها انتقام بگیرند. موعظه پیتر هزاران نفر را به جنگ صلیبی کشاند. به هر کوی و برزنی که او و نمایندگانش قدم می‌گذاشتند، عدهٔ بسیاری خانه و زندگی‌شان را رها کرده و به دنبال‌شان به راه می‌افتادند. پیروان او در هنگام ورود به کُلن، ۱۵ هزار نفر بودند که در آلمان نیز به این تعداد افزوده گشت.

کلیهٔ قبایل وحشی باختر زمین، از آن سوی دریای آدریاتیک تا کنارهٔ صخره‌های هرکول، به اتفاق تمام کسان خود، از راه اروپا به‌سوی آسیا به یک‌باره از جای کنده شده‌اند.

تاریخ جنگ‌های صلیبی، رانیسمان، ۱۵۵.
کامیابی و اقبال گستردهٔ مردم که نصیب پیتر گشت، ناشی از عوامل زیادی بود که در آن هنگام سرزمین‌های اروپایی را فراگرفته بود. از این علت‌ها می‌توان به رشد جمعیت بالا، تاخت و تازهای نروژی‌ها، بایر شدن بسیاری از زمین‌های کشاورزی در اثر عوامل مختلف و درگیری و اختلافات نجیب‌زادگان و اشراف دون‌پایه و قدرتمند و نیز رواج وحشتناک طاعون، خشکسالی و قحطی سال ۱۰۹۴ م اشاره نمود. مردم با هدفِ بخشیده شدن گناهان‌شان و با خیال نزدیکی ظهور دوبارهٔ عیسی مسیح، آزادسازی سرزمین مقدس را کاری لازم می‌دانستند. پاپ امید داشت این جمعیت بزرگ خود را به قسطنطنیه رسانده و در آنجا در انتظار رسیدن سپاه اصلی صلیبی و نمایندهٔ پاپ بمانند. در همین هنگام سپاه الکسیوس که به تازگی از جنگ به ترکان فارغ شده بود نیازمند استراحت بود. الکسیوس که خود تقاضای کمک از غرب را به انجام رسانده بود با شنیدن خبر حرکت سیل بی‌شماری از نیروهای غربی نگران گشته بود و شروع به فراهم کردن آذوقهٔ مورد نیاز آنان کرد تا از غارت شهرها و آبادی‌ها به‌وسیلهٔ صلیبی‌ها جلوگیری نماید.
پس از گذشت یک سده، پیتر زاهد به شخصیتی افسانه‌ای بدل گشت. ویلیام صوری بر این باور بود که این پیتر بود که نقشه و ایدهٔ جنگ صلیبی را در اندیشهٔ پاپ اوربان ایجاد کرد (که به‌عنوان واقعیت تاریخی تا سدهٔ نوزدهم میلادی به‌وسیلهٔ تاریخ‌نگاران مورد پذیرش قرار گرفته بود). باور رایج بر این است که پیروان پیتر، گروه بزرگی از افراد غیرورزیده و تعلیم‌ندیده و روستایی‌های عامی و بیسواد بودند که حتی دیدگاهی در مورد اینکه اورشلیم در کجا قرار دارد هم نداشتند؛ اما در واقع تعداد اندکی شوالیه نیز در میان این تودهٔ عوام حضور داشتند.
سفر به سوی قسطنطنیه از دو راه امکان‌پذیر بود راه نخست از بلگراد به سوی نیش، صوفیه و جنوب شرقی می‌رفت و راه دوم از بندر دراج آغاز و پس از گذر از تِسالونیکی به پایتخت منتهی می‌گردید. الکسیوس با توجه به سابقهٔ سفر زائران از مسیر دوم، همهٔ توجه خود را معطوف آن نمود و خواربار کافی به دراج ارسال نمود و در همهٔ شهرهای این مسیر اقدامات لازم را به انجام رساند. همچنین چندین کشتی جنگی به سواحل آدریاتیک فرستاد تا پیش از رسیدن صلیبی‌ها، نزدیک شدن‌شان را به اطلاع فرماندار دراج و نیروهای انتظامی پیش‌بینی‌شده برسانند. ناگهان در اواخر ماه مهٔ ۱۰۹۶ م، پیکی تیزپا از شمال به پایتخت رسید و خبر ورود سپاه بزرگ صلیبی از مرز مجارستان و حرکتش به‌سوی بلگراد را به اطلاع الکسیوس رساند. قسطنطنیه در تابستان ۱۰۹۶ م شاهد ورود سیل عظیمی از این زوارِ بدون نظم و سرپرست گردید که در ادامهٔ راه‌شان به سوی شرق، به آنجا رسیده بودند.

## به سوی قسطنطنیه

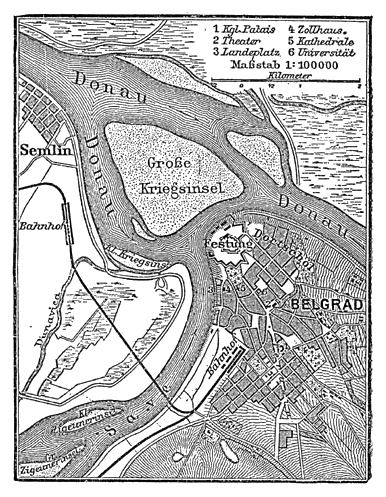
نقشه سلمین (زمون)، در نزدیکی بلگراد

پیتر در هنگام اقامتش در کلن با مشکلاتی که یک سپاه با آن روبرو می‌شود آشنا شد. سپاه او از مردمانی مختلف و ملت‌های گوناگونی تشکیل یافته بود و حتی عده‌ای، زنان و کودکان خود را نیز به‌همراه آورده بودند. این جمعیت بیشتر از روستاییان تشکیل شده‌بود ولی عده‌ای شهرنشین و تعداد اندکی از نجیب‌زادگان و حتی عده‌ای از راهزنان و جنایتکاران نیز همراهی‌اش می‌نمودند. پیتر قصد داشت مدت بیشتری در کلن مانده و به موعظه‌های بیشتر و گردآوری شمار زیادتر از افراد اقدام نماید که با ناخشنودی فرانسوی‌ها روبرو گردید.
والتر سن‌آویر با چند هزار نفر فرانسوی، دو روز پس از عید پاک و بدون درنگ در کلن، در امتداد رود راین و دانوب به سوی مجارستان به‌راه افتاد و در ۸ مه به مرز مجارستان رسید. آن‌ها با موافقت شاه کالمان و بدون هیچ پیشامد ناخوشایندی از مجارستان گذشته و در پایان همین ماه با رسیدن به سِلمین و پس از گذر از رود ساوا به خاک امپراتوری بیزانس در بلگراد قدم گذاشتند. فرماندار نظامی بلگراد با مشاهدهٔ صلیبی‌ها غافلگیر شده و به سرعت پیکی روانهٔ نیش و حاکم ایالت بلغارستان نمود. حاکم نیش هم که در این مورد فرمانی دریافت نکرده پیکی به سوی قسطنطنیه فرستاد تا خبر ورود سپاه والتر را رسانده و دستورهای لازم را دریافت نماید. در همین هنگام والتر از فرماندار بلگراد برای سپاهش درخواست آذوقه نمود که به علت کمبود آذوقه در پادگان شهر و نیز عدم جمع‌آوری محصولات کشاورزی پاسخی دریافت نکرد و در نتیجه او و سپاهش دست به غارت آبادی‌های اطراف شهر زدند. در همین میان شانزده تن از افراد والتر که در سِلمین جا مانده بودند دست به سرقتی زده و پس از دستگیری لباس‌هایشان را از حصار شهر آویزان کرده و آنان را عریان رهسپار بلگراد نمودند. این رویداد والتر را خشمگین نمود. در نبردی که بین سپاه والتر و فرماندار بلگراد درگرفت شمار زیادی از صلیبی‌ها کشته و گروهی نیز زنده در یک کلیسا به آتش کشیده شدند.
سرانجام والتر سپاه را حرکت داده و به سوی شهر نیش به راه افتاد. حاکم نیش توانست آذوقهٔ مورد نیاز والتر را فراهم کرده و حرکات آنان را تا رسیدن فرمان الکسیوس کنترل نماید. پس از رسیدن دستور از پایتخت، سپاه والتر به‌همراه نگهبانان مسلح امپراتوری حرکت به سوی قسطنطنیه را آغاز نمود و در میانهٔ ماه ژوئیه به آن شهر وارد گشت. حاکم نیش که از حرکت سپاه پیتر در پشت سپاه والتر خبر یافته بود خود را به بلگراد رساند و با فرماندار مجار شهر سلمین نیز ارتباط برقرار نمود.
پیتر در ۲۰ آوریل از کلن خارج شده و به سوی قسطنطنیه به راه افتاده بود. در راه هزاران تن از ژرمن‌ها به او پیوسته و شمار پیروانش به ۲۰ هزار تن رسید. او از همان راهِ والتر حرکتش را ادامه داد. دسته‌ای از یاران پیتر تصمیم گرفتند راه را با قایق و از رود دانوب ادامه دهند اما خود پیتر و بیشتر پیروانش به سوی جنوب رفتند و در شپرن وارد مجارستان شدند. شاه کالمان به پیتر و یارانش که بیشترشان پیاده بودند، همانند والتر اجازه داد از مجارستان بگذرند و همچنین به آن‌ها برای پیامدهای هرگونه دزدی و جنایت هشدار داد. در اوایل ژوئن سپاه پیتر از مجارستان گذر کرده و پس از پیوستن آن عده‌ای که با قایق آمده بودند به سپاه اصلی، در ۲۰ ژوئن به سلمین رسیدند.
صلیبی‌ها که ماجرای پیش‌آمده برای والتر را شنیده بودند به شدت بدبین بوده و فرماندار شهر نیز که از ترکان غز بود و از شمار زیاد سپاه پیتر نگران بود، به سخت‌گیری بر صلیبی‌ها پرداخت. در همین هنگام که سپاهیان پیتر از مشاهدهٔ لباس و اسلحهٔ شانزده تن یاران والتر بر حصار شهر خشمگین بودند، نزاعی بر سر فروش یک کفش درگرفت و این نزاع بدل به نبردی خونین گردید. شماری از سپاه پیتر بر دیوارهای شهر یورش برده و از آن گذشتند. چهار هزار نفر از ساکنان مجار شهر کشته شده و غنائم زیادی به چنگ سپاهیان پیتر افتاد. آنان از ترس انتقام شاه مجارستان به سرعت از رود ساوا گذشتند. حاکم نیش که در بلگراد حضور داشت سعی نمود به روند عبور سپاه پیتر از رود نظم بخشد ولی هنگامی که دید توانایی این کار را ندارد، بلگراد را به مقصد نیش ترک کرد. مردم شهر نیز که رفتن او را دیدند به کوهستان‌های اطراف گریختند.

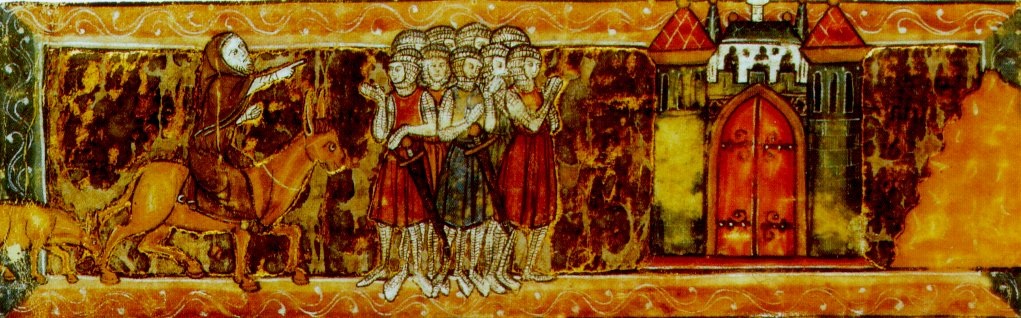
پیتر زاهد راه اورشلیم را به صلیبیون نشان می‌دهد (حدود ۱۲۷۰ م)

سپاه صلیبی در ۲۶ ژوئن از رود گذشته و سربازانِ حاکمِ نیش را به قتل رسانده و اسیر کردند و پس از وارد شدن به شهر، آن را غارت کردند و به آتش کشیدند و پس از هفت روز راهپیمایی در ۳ ژوئیه به نیش رسیدند و سریعاً از حاکم نیش درخواست آذوقه نمودند.
حاکم شهر که در انتظار دستورهای الکسیوس بود با اینکه پادگانی نیرومند در شهر داشت ولی صلاح نمی‌دید این سپاه بزرگ را در شهر نگه دارد؛ بنابراین از آنان خواست تا فراهم شدن آذوقه، چند گروگان نزد او گذاشته و به ادامهٔ راه‌شان بپردازند. در بامداد روز بعد سپاه پیتر به‌سوی صوفیه حرکت نمودند. چندین تن از سپاهیان پیتر به انتقام نزاعی در روز قبل چند آسیاب را به آتش کشیدند. حاکم شهر با شنیدن این رویداد، گروهی از سربازانش را مأمور حمله به دنبالهٔ سپاه والتر کرد تا از آنان چندین اسیر بگیرند. پیتر سوار بر الاغش یک مایل جلوتر راه می‌پیمود که این خبر به وی رسید. او شتابان بازگشت تا با حاکم نیش مذاکره کرده و با پرداخت خون‌بها اسیران را آزاد نماید. در همین هنگام که خبر این خیانت در سراسر سپاه پیتر پیچیده بود، گروهی از افراد خودسرانه به برج و باروی شهر یورش بردند که به‌وسیلهٔ پادگان شهر عقب رانده شدند. پیتر تلاش داشت از کارهای افرادش جلوگیری به عمل آورد و همچنان می‌کوشید با حاکم نیش ارتباط برقرار سازد که ناگهان عده‌ای دیگر از سربازان پیتر دوباره یورش را آغاز نمودند و حاکم شهر با تمام نیروهایش بر آنان تاخت. سپاه پیتر گسسته شد، بسیاری کشته شدند و شمار زیادی از زنان و کودکان نیز به اسارت رفتند. در همین میان صندوق‌های پول پیتر نیز از دست‌شان رفت و او به‌همراه پانصد تن دیگر به کوهستان گریختند. در بامداد روز بعد هفت هزار تن دیگر به آنان پیوسته و در طول حرکت فهمیدند که یک چهارم نیروهایشان در رویداد نیش کشته شدند. آنان در ۱۲ ژوئیه به صوفیه رسیده و با نگهبانان و مأموران امپراتور که برای استقبال آنان آمده بودند برخورد نمودند. آنان مسیرشان را بدون به وجود آمدن مشکل دیگری تا قسطنطنیه ادامه دادند و در میان راه دریافتند امپراتور اشتباهات‌شان را بخشیده و معتقد است آنان به اندازه کافی رنج و سختی متحمل شده‌اند.
پیتر و سپاهش در یکم اوت به قسطنطنیه وارد شده و یاران والتر و گروه دیگری از ایتالیایی‌ها که به تازگی به آنجا رسیده بودند به او پیوستند. در آغاز پیتر و امپراتور روابطی صمیمانه را در پیش گرفتند و امپراتور اعلام کرد که حمایتی همه‌جانبه را از سپاه پیتر به عمل خواهد آورد، ولی هنگامی که شماری از سپاهیان پیتر دست به غارت و دزدی دارایی‌های شهر زدند، امپراتور ناچار گردید تا آنان را هرچه سریعتر از شهر دور سازد. در نتیجه سپاه پیتر در ۶ اوت از تنگه بسفر عبور داده شدند.

## نبرد با تُرکان
سپاه پس از گذر از بسفر و تا هنگام رسیدن به شهر نیکومدیا، هر آنچه از مزارع، خانه‌ها و کلیساها یافتند تاراج نمودند. در نیکومدیا که از هنگام چپاول ترکان در پانزده سال پیش، متروک گشته بود، میان فرانسوی‌ها از یکسو و ژرمن‌ها و ایتالیایی‌ها از سوی دیگر، درگیری‌هایی به وجود آمد. در این میان آلمان‌ها و ایتالیایی‌ها شخصی به نام رینالد را به فرماندهی گرفتند و از پیتر جدا شدند. این دو سپاه در امتداد خلیج نیکومِدیا پیش رفته و به سوی اردوگاه سپاهیان مزدور الکسیوس در نزدیکی هِلِنوپُلیس به راه افتادند. این اردوگاه که از سوی صلیبی‌ها سِویتِت خوانده می‌شد، در موقعیت خوبی قرار داشته و می‌توانست آذوقهٔ مورد نیاز سپاه را از مزارع اطراف و از راه دریا و قسطنطنیه تأمین نماید.
پیتر سفارش امپراتور برای درگیر نشدن با ترکان و صبر کردن تا رسیدن سپاه اصلی صلیبی را به‌خاطر داشت اما سخنانش در سپاهیانش اثر نمی‌گذارْد. ژرمن‌ها و ایتالیایی‌ها همراه با رینالد و فرانسوی‌ها به فرماندهی جفری بول بدون درنگ شروع به غارت آبادی‌های عیسوی‌نشین اطراف نمودند. پس از این رویداد، آنان به آرامی در خاک ترکان پیش رفته و در سر راه‌شان تمام روستاهای عیسوی‌نشین را تاراج نمودند. گروهی از فرانسوی‌ها در میانهٔ سپتامبر به اطراف دروازه‌های نیقیه رسیدند. نیقیه در این هنگام پایتخت قلج ارسلان، سلطان سلجوقی روم بود. این دسته پس از غارت و تاراج هولناک آبادی‌ها همراه با غنائمی که به‌دست آورده بودند به سویتت بازگشتند تا آنان را به بازرگانان یونانی بفروشند.

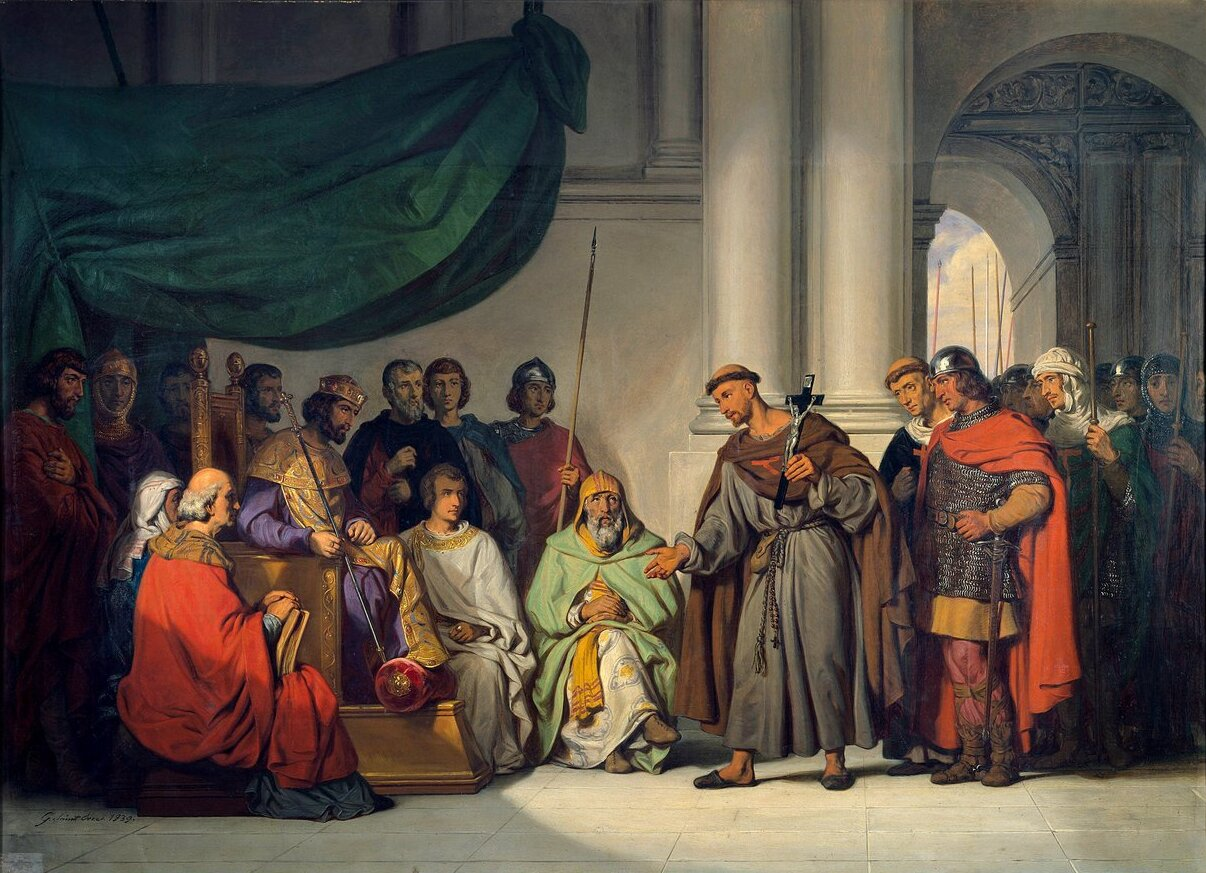
پیتر در پیشگاه امپراتور

این غنائم، حسادت ژرمن‌ها را برانگیخته و آنان در پایان سپتامبر با شش هزار نفر شروع به غارت و چپاول نمودند. این سپاه از نیقیه هم فراتر رفته، دژی به نام زریگوردون را نیز تصرف نموده و آن را پایگاه خود برای غارت هرچه بیشتر آبادی‌های اطراف قرار دادند. سلطان سلجوقی نیز که بر این رویدادها آگاه شده بود، سپاهی برای بازپس‌گیری دژ فرستاد. ترکان در ۲۹ سپتامبر به دژ رسیده و با شکست دادن سربازان رینالد، کنترل منابع آب قلعه که در خارج از آن واقع شده بود را در دست گرفتند و دورتادور دژ را محاصره نمودند. پس از گذشت هشت روز بی‌آبی و فشار تشنگی، سرانجام رینالد تسلیم شد و درهای دژ را گشود. کسانی که تغییر دین دادند از جمله رینالد، زنده مانده و به‌عنوان اسیر به انطاکیه، حلب و حتی خراسان فرستاده شدند و همهٔ آنانی که بر دین خود ماندند از دم تیغ گذشتند.
در روزهای نخستِ ماهِ اکتبر خبر گشودن دژ زریگوردون به اردوی سِویتِت رسید و شایعه شد که ژرمن‌ها نیقیه را نیز تصرف نموده‌اند. این اخبار موجی از شور و اشتیاق برای پیوستن به ژرمن‌ها را برانگیخت اما اندکی بعد که سپاهیان از رویداد واقعی و کشتار ژرمن‌ها آگاه شدند بسیار برآشفتند و شور و اشتیاق جایش را به بیم و نگرانی داد. در این هنگام پیتر که نفوذش در میان سپاه کاهش یافته بود، برای دریافت هدایا و کمک‌های امپراتور به قسطنطنیه رفته و قرار بود که تا هشت روز دیگر به سویتت بازگردد اما هیچگاه بازنگشت.
با رسیدن خبر نزدیک شدن سپاه ترک، شورای سپاه تصمیم به مقابله با ترکان گرفت. سرانجام در بامداد ۲۱ اکتبر، صلیبی‌ها کودکان و افراد ناتوان را به‌جای گذاشته و به سوی سپاه ترک حرکت نمودند. آنان در دره‌ای واقع در سه مایلی راه سویتت به‌سوی نیقیه در کمین ترکان گرفتار شده و به‌سختی شکست خوردند. پس از مدتی همهٔ صلیبی‌ها به سوی اردوگاه گریخته و ترکان نیز تعقیب‌شان می‌کردند. ترکان و فراریان به اردوگاه ریخته و کشتاری وحشتناک از زنان و کودکان و سربازان به راه افتاد. تنها دسته‌ای اسیر شده و سه هزار تن دیگر نیز به‌سوی دژی متروک گریختند و توانستند در آنجا پایداری بورزند. والتر سن‌آویر نیز در این نبرد کشته شد. با تاریکی هوا خبر به الکسیوس رسید و او سپاهی را روانهٔ سویتت نمود. ترکان نیز با اطلاع از نزدیکی سپاه امپراتور عقب نشسته و آن دسته از بازماندگان به‌همراه ناوگان امپراتور به قسطنطنیه منتقل گردیدند و در اطراف شهر سکنی گزیدند.

## پیامدها

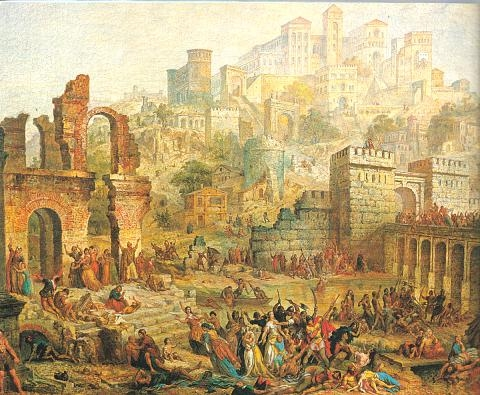
کشتار یهودیان راینلند

در سطح محلی، موعظه‌های نخستین جنگ صلیبی باعث برپایی و ارتکاب کشتار راینلاند علیه یهودیان شد. برخی از مورخان از این واقعه به‌عنوان «نخستین هلوکاست» یاد می‌کنند. در پایان سال ۱۰۹۵ و آغاز سال ۱۰۹۶ م و ماه‌ها پیش از حرکت و برپایی رسمی جنگ صلیبی، در ماه اوت حمله‌هایی به جوامع یهودی در فرانسه و آلمان روی داد. در مهٔ ۱۰۹۶ م اِمیچو فلونهایم همراه با ۱۵ هزار نفر، به یهودیان در اِشپیر و وُرمس حمله کرد. در اواخر مهٔ ۱۰۹۶ م، صلیبیونِ غیررسمیِ دیگری از شوابِن، همراه با فرانسوی‌ها، انگلیسی‌ها، لوتارنژی‌ها و داوطلبان فلامان و ویلیام نجار، همراه با عده‌ای از محلی‌ها، به امیچو پیوسته و او را در انهدام جامعهٔ یهودیان ماینتس، یاری رساندند. در ۲۷ مه و در پی گشوده شدن دروازه‌های شهر ماینتس بر روی امیچو و بی‌نتیجه ماندن درخواست امان‌خواستن یهودیان از اسقف اعظم و امیچو، نبرد میان نیروهای امیچو و یهودیان شروع شد و کشتار یهودیان تا دو روز ادامه یافت. پس از این، یاران امیچو در کُلن و دیگران در تِری‌یِر، مس و دیگر شهرها به اقدامات‌شان علیه یهودیان ادامه دادند.

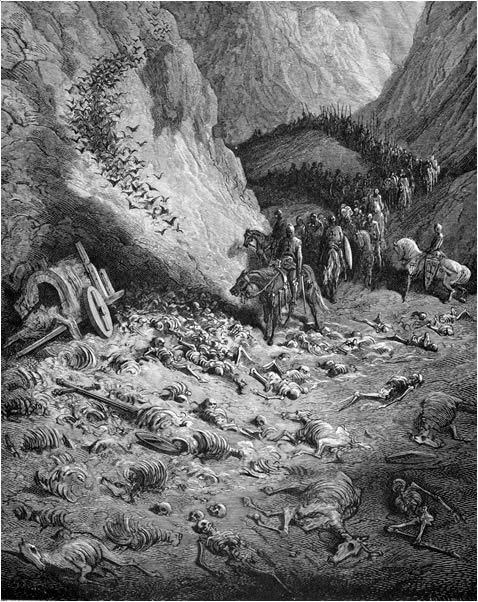
گذر سپاه نجیب‌زادگان از میان اجساد و اسکلت‌های پیروان پیتر

پیتر زاهد ممکن است که در این خشونت‌ها علیه یهودیان شریک بوده‌باشد. کمی دورتر از آلمان، در شرق بوهم نیز سپاهی ۱۲ هزار نفری که به‌وسیلهٔ کشیشی به نام فولکمار هدایت می‌شد در ۳۰ ژوئن به یهودیان پراگ حمله کردند. گوتشالک، از مریدان پیتر نیز با سپاهی پانزده‌هزار نفری به کشتار یهودیان رگنسبورگ مبادرت ورزید. سپاه امیچو و فولکمار و گوتشالک، هر کدام جداگانه به‌سوی مجارستان حرکت نموده و به‌وسیلهٔ سپاه کالمان پادشاه مجارستان درهم شکسته شدند و پیروان‌شان پراکنده گردیدند. گرچه امیچو خودش به خانه بازگشت اما برخی از آنان برای پیوستن به سپاهیان اصلی صلیبی به راه افتادند.
پس از پایان جنگ صلیبی عوام، پاپ از شاهزادگان و بزرگان غرب اروپا برای شرکت در جنگ صلیبی و برای فتح سرزمین مقدس دعوت کرد و پس از مدتی چهار ارتش برای حرکت به سمت شرق آماده شد. چهار سپاه اصلی صلیبی طبق زمان تعیین شده، در اوت ۱۰۹۶ م، اروپا را ترک کردند. آن‌ها مسیرهای مختلفی را به سوی قسطنطنیه برگزیدند و در بیرون از دیوارهای شهر و در میان نوامبر ۱۰۹۶ و آوریل ۱۰۹۷ م، گرد آمدند؛ هیو، کنت ورماندو، نخستین کسی بود که به آنجا رسید، پس از او گادفری، ریموند و بوهموند نیز از راه رسیدند. در این هنگام، امپراتور الکسیوس از آمادگی بیشتری در مقابل صلیبی‌ها برخوردار بود و همچنین حوادث خشونت‌بار کمتری در طول مسیر روی داد. سپاه صلیبی‌ها در طول نیمهٔ نخست سال ۱۰۹۷ م، از تنگه بسفر گذشته و به آسیای کوچک منتقل شدند و در آنجا پیتر زاهد نیز به آنان ملحق شد. «این سپاه، موج دوم از صلیبیونی بود که از میان آسیای کوچک گذر کردند و انطاکیه را در ۱۰۹۸ م تصرف نموده و سرانجام اورشلیم را در ۱۵ ژوئیه ۱۰۹۹ م تسخیر کردند.»
سپاه شاهزادگان و نجیب‌زادگان نیز همانند سپاه عوام الناس، فاقد رهبرانی همچون پادشاهان اروپایی بود. تعداد این دو سپاه از صلیبیون روی هم رفته، ۶۰٬۰۰۰ تن تخمین زده می‌شود.

## یادداشت
1. ↑  miles Christi
2. ↑  Gesta Francorum

### کتابشناسی
- Bibliography of the First Crusade (1095–1099) بایگانی‌شده  در ۸ فوریه ۲۰۰۵ توسط Wayback Machine, compiled by Alan V. Murray, Institute for Medieval Studies, University of Leeds. Extensive and up to date as of 2004.